# 小林三郎
小林三郎（日语： Kobayashi Sapurou，约1848年—1917年11月29日），日本明治時代官員，於1901年（明治34年）奉令接替木下周一擔任台中廳長，管轄今臺中市部分區域（不包括和平區、大甲區、大安區、外埔區、后里區）。

## 生平
小林三郎出生於會津，曾任宮崎縣警部長，1900年轉任臺中縣警部長，翌年任臺中廳長。1902年改澎湖廳長，當時澎湖爆發旱災，小林與參事蔡玉成、謝贊開議籌濟事務所，辦理賑災事宜，亦申請上級進行勘災、撫卹。澎湖人民感念小林之功績，遂於翌年設置石碑記錄。1917年11月29日於東京市麻布區（今東京都港區）過世，享年69歲。